# Nhà của Kim Ứng Thuỵ
Nhà của Kim Ứng Thuỵ là nơi ở của lưỡng ban Kim Ứng Thuỵ nằm ở làng Ryonghung, huyện Ryonggang, tỉnh Pyongan Nam, Cộng hòa Dân chủ Nhân dân Triều Tiên. Cho đến năm 2002, con cháu của ông vẫn sinh sống tại ngôi nhà này và nó được xây dựng lại theo lệnh của Kim Jong-il. Ngày nay nó là một điểm thu hút khách du lịch và đã được xếp hạng là Quốc bảo Triều Tiên số 142.